# هلاك الأسماك
هَلاك الأسماك هي إحدى المعلمات المستخدمة في ديناميكيات سكان مصايد الأسماك لتفسير فقدان الأسماك في المخزون السمكي من خلال الموت. يمكن تقسيم الهلاكات إلى نوعين:
- الهلاكات الطبيعية: إخراج الأسماك من المخزون لأسباب لا ترتبط بصيد الأسماك. يمكن أن تشمل هذه الأسباب المرض، والمنافسة، وأكل لحوم البشر، والشيخوخة، والافتراس، والتلوث أو أي عامل طبيعي آخر يتسبب في موت الأسماك. في نماذج مصايد الأسماك يُشار إلى الوفيات الطبيعية بالرمز (M).[1]
- وفيات الصيد: إخراج الأسماك من المخزون بسبب أنشطة الصيد باستخدام أي معدات صيد. ويشار إليه ب (F) في نماذج المصايد.

(M) و (F) هي معدلات لحظية مضافة تلخص حتى (Z)، معامل إجمالي الوفيات؛ أي Z = M + F. عادةً ما يتم حساب هذه المعدلات على أساس سنوي. غالبًا ما يتم تضمين تقديرات معدلات وفيات الأسماك في نماذج الغلة الرياضية للتنبؤ بمستويات الغلة التي يتم الحصول عليها بموجب سيناريوهات الاستغلال المختلفة. وتستخدم هذه كمؤشرات لإدارة الموارد أو في دراسات الاقتصاد الحيوي لمصايد الأسماك.